# Václav Horák
Václav Horák (ur. 27 września 1912, zm. 15 listopada 2000) – czeski piłkarz i trener.
Karierę piłkarską rozpoczął w Viktorii Pilzno, skąd w 1935 przeszedł do Slavii Praga. W roku 1937 został mistrzem Czechosłowacji. Grając jeszcze w Pilźnie zadebiutował w reprezentacji Czechosłowacji. W jej barwach wystąpił w jednym meczu mistrzostw świata we Francji w 1938 roku. Ogółem w drużynie narodowej rozegrał 11 meczów zdobywając 5 goli.
Po skończeniu kariery piłkarskiej krótko pracował jako trener Baníka Ostrawa.